# Серре, Жозеф Альфред
Жозе́ф Альфре́д Серре́ (фр. Joseph Alfred Serret; 30 августа 1819, Париж — 2 марта 1885, Версаль) — французский математик, известный своими работами в области дифференциальной геометрии.

## Биография
Родился в Париже. В 1840 году окончил Политехническую школу.
1848: принят в Политехническую школу экзаменатором поступающих.
1856: преподаватель теоретической астрономии в Коллеж де Франс.
1860: избран в члены Парижской Академии наук.
1861: занял кафедру небесной механики в Коллеж де Франс.
1863: профессор на кафедре анализа в Сорбонне.
1871: в связи с ухудшением состояния здоровья вышел в отставку и переехал в Версаль.
1873: избран членом Бюро долгот (Bureau des Longitudes).
1885: скончался в Версале.
В честь учёного названа улица Rue Serret в Париже (15-й округ).

## Научная деятельность
Наиболее важные достижения Серре относятся к дифференциальной геометрии. Совместно с Френе он открыл фундаментальные формулы Френе-Серре, лежащие в основе анализа пространственных кривых.
Другие работы Серре относятся к теории чисел, анализу и механике. Он участвовал в развитии работ Галуа. Кроме того, под его редакцией вышли 14-томник трудов Лагранжа, опубликованный в 1867—1892 годах, и сборник работ Монжа (1850).
Серре написал несколько учебников, получивших большое распространение во Франции и других странах, в том числе курсы высшей алгебры (Cours d’algèbre supérieure), анализа (Cours de calcul differentiel et integral) и тригонометрии (Traité de trigonométrie). Его учебники выдержали несколько переизданий и были переведены на другие языки.

## Труды
- Traité de trigonométrie (Gautier-Villars, 1880)
- Cours de calcul differentiel et integral t. 1 (Gauthier-Villars, 1900)
- Cours de calcul differentiel et integral t. 2 (Gauthier-Villars, 1900)
- Cours d’algèbre supérieure. Tome I (Gauthier-Villars, 1877)
- Cours d’algèbre supérieure. Tome II (Gauthier-Villars, 1879)
- Курс арифметики / С некоторыми изм. пер. [и снабдил предисл.] Н. Юденич. — 2-е изд. — М., 1871. — [2], II, 327 с.
- Тригонометрия / Пер. [и снабдил предисл.] Ев. Гутор. — 4-е изд. — М., 1895. — VIII, 203 с. : ил.
- Курс дифференциального и интегрального исчислений / Пер. со 2 фр. изд. Д. Крюковского. Т. 1-2. — Санкт-Петербург ; Москва : т-во М. О. Вольф, 1883—1884.
- Курс высшей алгебры / Пер. Ю. Н. Россевича. — Санкт-Петербург, [1897]. — [4], VI, IV, [2], 605 с.